# Blunt (Dakota del Sud)
Blunt és una població dels Estats Units a l'estat de Dakota del Sud. Segons el cens del 2000 tenia 370 habitants.

## Demografia
Segons el cens del 2000, Blunt tenia 370 habitants, 153 habitatges, i 106 famílies. La densitat de població era de 291,5 habitants per km².
Dels 153 habitatges en un 31,4% hi vivien nens de menys de 18 anys, en un 60,8% hi vivien parelles casades, en un 6,5% dones solteres, i en un 30,1% no eren unitats familiars. En el 28,1% dels habitatges hi vivien persones soles l'11,1% de les quals corresponia a persones de 65 anys o més que vivien soles. El nombre mitjà de persones vivint en cada habitatge era de 2,42 i el nombre mitjà de persones que vivien en cada família era de 2,99.
Per edats la població es repartia de la següent manera: un 26,8% tenia menys de 18 anys, un 4,3% entre 18 i 24, un 27,3% entre 25 i 44, un 24,6% de 45 a 60 i un 17% 65 anys o més.
L'edat mediana era de 41 anys. Per cada 100 dones de 18 o més anys hi havia 103,8 homes.
La renda mediana per habitatge era de 28.571 $ i la renda mediana per família de 31.667 $. Els homes tenien una renda mediana de 22.727 $ mentre que les dones 19.500 $. La renda per capita de la població era de 14.155 $. Entorn del 3,4% de les famílies i el 6,5% de la població estaven per davall del llindar de pobresa.

## Poblacions més properes
El següent diagrama mostra les poblacions més properes.